# Ted Phillips
Edward John Phillips, più conosciuto come Ted Phillips (Gromford, 21 agosto 1933 – 9 gennaio 2018) è stato un calciatore inglese, di ruolo attaccante.

## Caratteristiche tecniche
Era celebre per la potenza dei suoi tiri.

## Carriera

### Giocatore
Mentre gioca nei semiprofessionisti del Leiston viene notato da uno scout dell'Ipswich Town, club di terza divisione; il club gli offre un provino, al termine del quale, avendo impressionato l'allenatore Scott Duncan, gli viene offerto un contratto professionistico, che Phillips inizialmente rifiuta in quanto con il suo stipendio da giardiniere unito ai rimborsi del Leiston guadagnava già una cifra maggiore: tuttavia grazie ad una proposta più allettante dal punto di vista economico (che includeva anche le spese per il trasporto dalla sua cittadina natale ad Ipswich per gli allenamenti) decide alla fine di accettare la proposta del club, per un ingaggio complessivo di 10 sterline a settimana. Nella sua prima stagione gioca solamente 4 partite, anche a causa del servizio militare, mentre nella stagione 1953-1954 realizza 4 reti in 14 presenze. Viene poi ceduto per una stagione in prestito ai semiprofessionisti dello Stowmarket Town; torna quindi all'Ipswich per l'inizio della stagione 1956-1957, nella quale realizza complessivamente 46 reti in 44 presenze fra tutte le competizioni (record di reti di un giocatore dell'Ipswich Town in una singola stagione) vincendo sia il campionato che il titolo di capocannoniere del campionato di terza divisione. Dal 1957 al 1961 Phillips gioca regolarmente da titolare in seconda divisione con i Tractor Boys, andando sempre ben oltre la doppia cifra di reti segnate (ad eccezione della stagione 1958-1959 in cui, a causa di un infortunio, totalizza solamente 22 presenze ed 8 reti) e formando una coppia d'attacco di grandissimo livello per la categoria con Ray Crawford (che, con i gol segnati in quegli anni, diventerà il miglior marcatore di sempre nella storia del club). Nella 1960-1961 l'Ipswich Town vince il campionato di seconda divisione e, l'anno seguente, da neopromosso, vince a sorpresa il campionato inglese: Phillips è tra i protagonisti della stagione, dal momento che alla sua prima stagione in prima divisione, all'età di 28 anni, realizza 28 reti in 40 presenze in campionato (più ulteriori 10 presenze ed 8 reti fra FA Cup e Coppa di Lega). L'anno seguente il club non riesce a riconfermarsi ad alti livelli, terminando il campionato solamente in diciassettesima posizione: anche Phillips, pur giocando stabilmente titolare (35 presenze) realizza solamente 9 reti, a cui ne aggiunge ulteriori 4 in 3 presenze in Coppa dei Campioni (la prima competizione UEFA per club a cui il club prende parte nella propria storia). Phillips rimane all'Ipswich Town anche per la stagione 1963-1964 nella quale, perso il posto da titolare, totalizza comunque 20 presenze e 4 reti in prima divisione, insufficienti ad evitare l'ultimo posto in classifica (con conseguente retrocessione in seconda divisione), ma grazie alle quali arriva ad un totale in carriera di 269 presenze e 161 reti in partite di campionato con la maglia del club, ed un totale di 294 presenze e 181 reti fra tutte le competizioni ufficiali, grazie alle quali diventa il terzo miglior marcatore nella storia del club.
Lasciato dopo 11 stagioni l'Ipswich Town, Phillips si accasa al Leyton Orient, club di seconda divisione, con cui nel corso della stagione 1964-1965 totalizza 17 reti in 36 partite di campionato; a fine anno scende ulteriormente di categoria, andando a giocare in Fourth Division al Luton Town: dopo aver segnato 8 reti in 12 presenze con gli Hatters, viene però acquistato a campionato iniziato dal Colchester Utd, altro club di quarta divisione, con cui esordisce l'11 settembre 1965 e totalizza 32 presenze e 13 reti in campionato (e complessive 34 presenze e 13 reti fra tutte le competizioni ufficiali), per un totale di 44 presenze e 21 reti in campionato fra entrambi i club. Dopo la parentesi al Floriana (con cui segna anche un gol in 2 presenze in Coppa delle Coppe), torna in patria per giocare con i semiprofessionisti di Chelmsford City e Long Melford.

### Allenatore
Nell'estate del 1966 viene ingaggiato dal Floriana, club della prima divisione maltese, con il doppio ruolo di allenatore e giocatore; si dimette dall'incarico all'inizio della stagione 1967-1968,

## Palmarès

### Giocatore

#### Competizioni nazionali
- Campionato inglese: 1

Ipswich Town: 1961-1962
- Campionato inglese di seconda divisione: 1

Ipswich Town: 1960-1961
- Third Division South: 1

Ipswich Town: 1956-1957
- Coppa di Malta: 1

Floriana: 1966-1967

### Allenatore

#### Competizioni nazionali
- Coppa di Malta: 1

Floriana: 1966-1967